# Needles
Needles (mojavespråket: Aha kuloh) är en stad i östra San Bernardino County i Kalifornien i USA. Den ligger på västra Coloradoflodens västra strand i Mohavedalen i Mojaveöknen, nära gränsen till Arizona och Nevada. Staden hade en befolkning på 4 844 personer 2010. 

## Historik
Needles grundades 1883 i samband med byggandet av Atchison, Topeka and Santa Fe Railway. Staden har sitt namn från "the Needles", en samling klippspetsar i Mohavebergen på Arizonasidan av floden i södra ändan av dalen. Järnvägen korsade från början Colorado River fem kilometer sydväst om dagens Needles. Eftersom den platsen med mjuka flodbankar och mjuk botten var olämplig för en bro, byggde järnvägsbolaget till slut till 1890 den nya bron Red Rock Bridge 16 kilometer nedströms.
Needles började som ett tältläger för rallare, men järnvägsbolaget anlade på ett tidigt stadium ett hotell, butiker, vagnsskjul och ett lokstall. Staden växte snabbt med tvättinrättning, restaurang, flera butiker och nio-tio barer och blev den största orten vid Coloradofloden uppströms Yuma i Arizona. Järnvägsbolaget och Fred Harvey Company byggde det eleganta El Garces Hotel kombinerat med stationshus 1908, numera k-märkt.
År 1949 började den federala regeringen att muddra för en kanal för Coloradofloden för att skapa en rak sträcka istället för den flodkrök, som orsakade siltproblem efter det att Hooverdammen byggts.

## Klimat
Needles har ett subtropiskt ökenklimat med en genomsnittlig årstemperatur på 23,4 grader Celsius. Staden är, i likhet med Death Valley åt nordöst, känt för sin extrema hetta under sommaren. Needles har då och då den högsta dagstemperaturen i USA. Så var det den 22 juli 2006 kl 06:00 38 grader och senare på dagen 49 grader. Den 4 maj 2014 kom temperaturen upp i 39 grader med en daggpunkt på -39 grader vid en relativ luftfuktighet på 0,33%, det lägsta värde som någonsin uppmätts på jorden.

## Kommunikationer
Interstate 40 förbinder Needles västerut med Barstow i Kalifornien och österut med Arizona. U.S. Route 95 leder norrut mot Nevada. Från 1920-talet och fram till början av 1970-talet var Needles en viktig ort på landsvägen U.S. Route 66.
Amtrak har passagerartåg dagligen med Southwest Chief, som trafikerar rutten mellan Chicago och Los Angeles.

## Bildgalleri

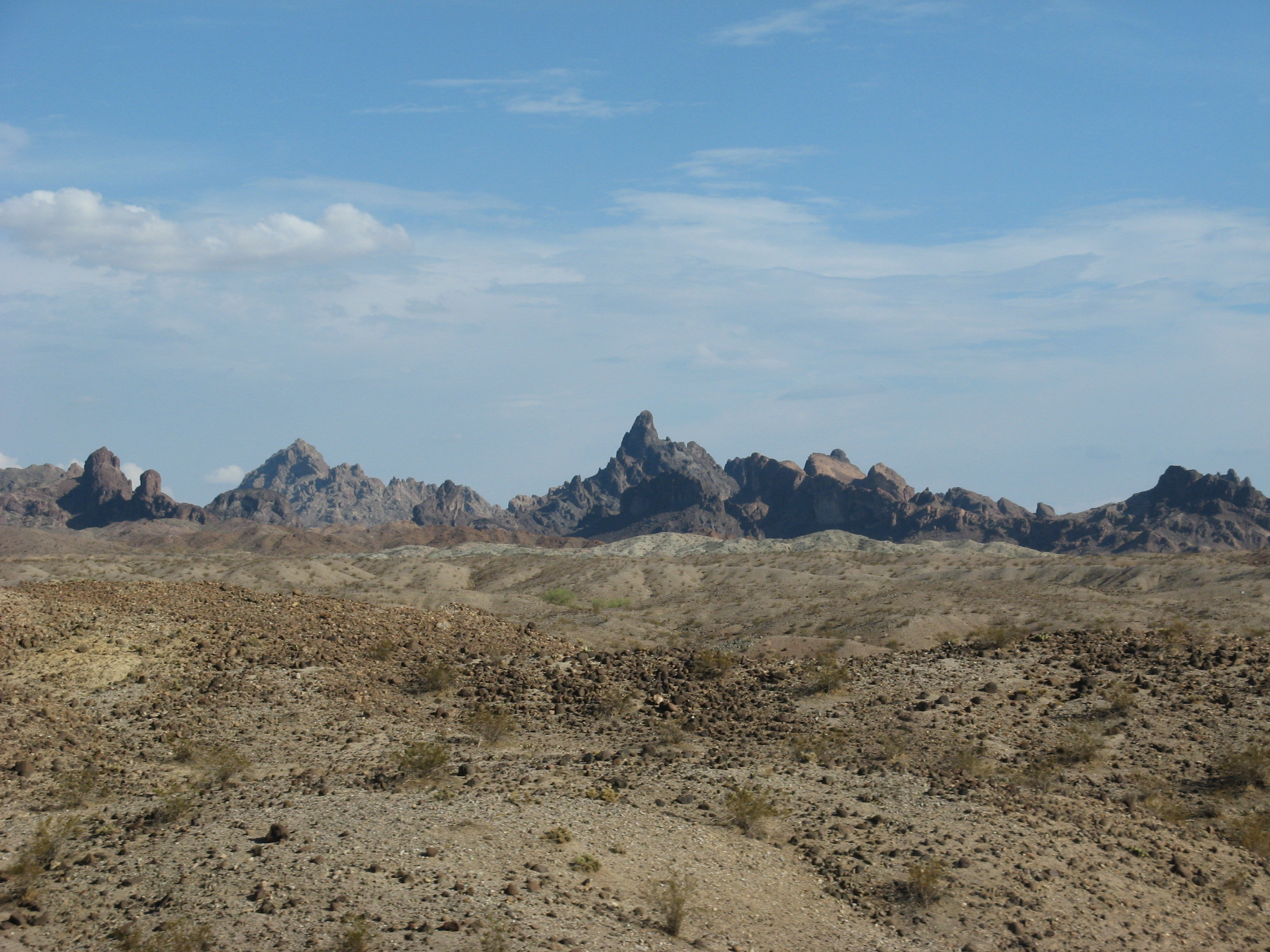
Needlestopparna i Mohavebergen
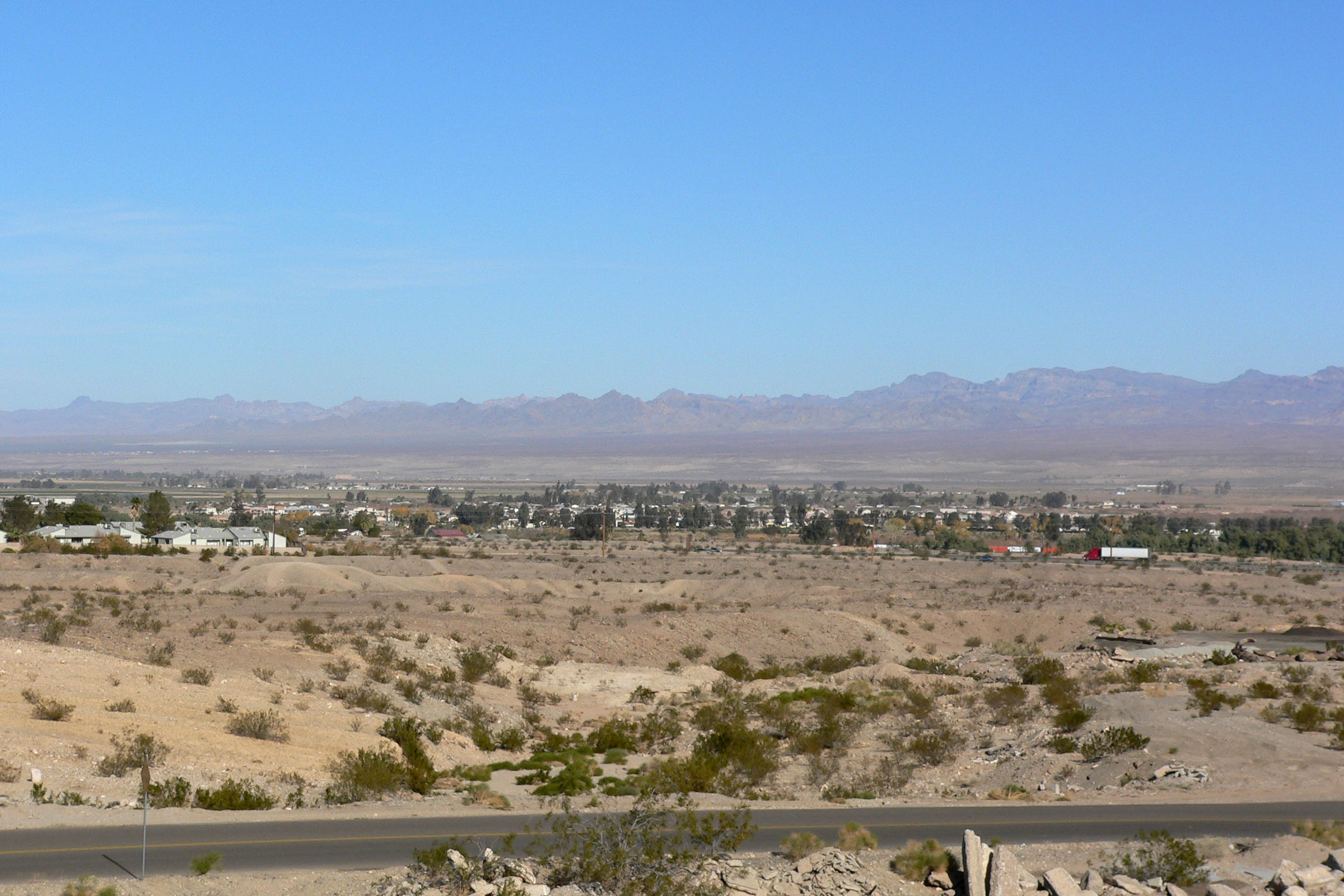
Needles sett från sydväst
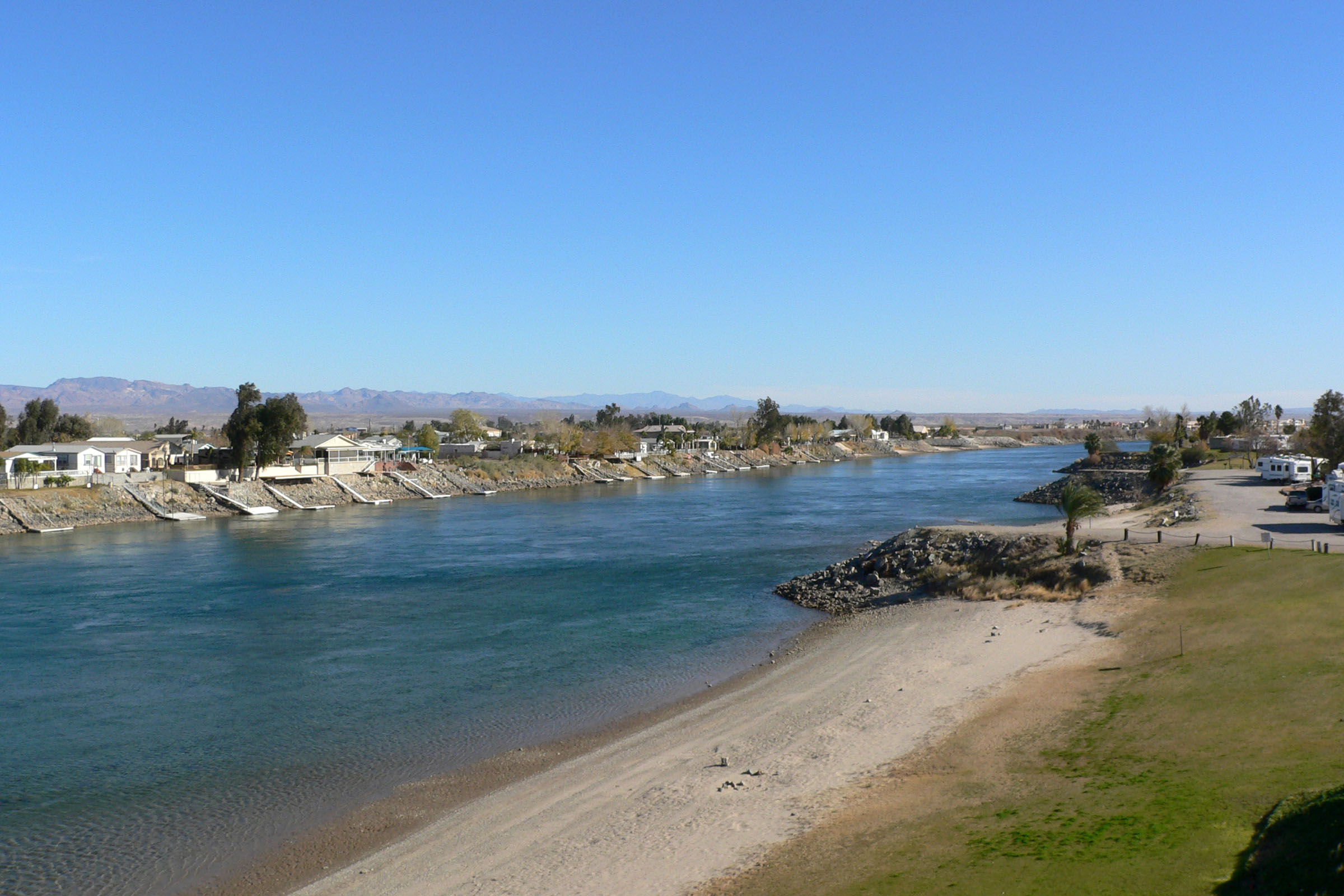
Coloradofloden vid Needles
Red Rock Bridge
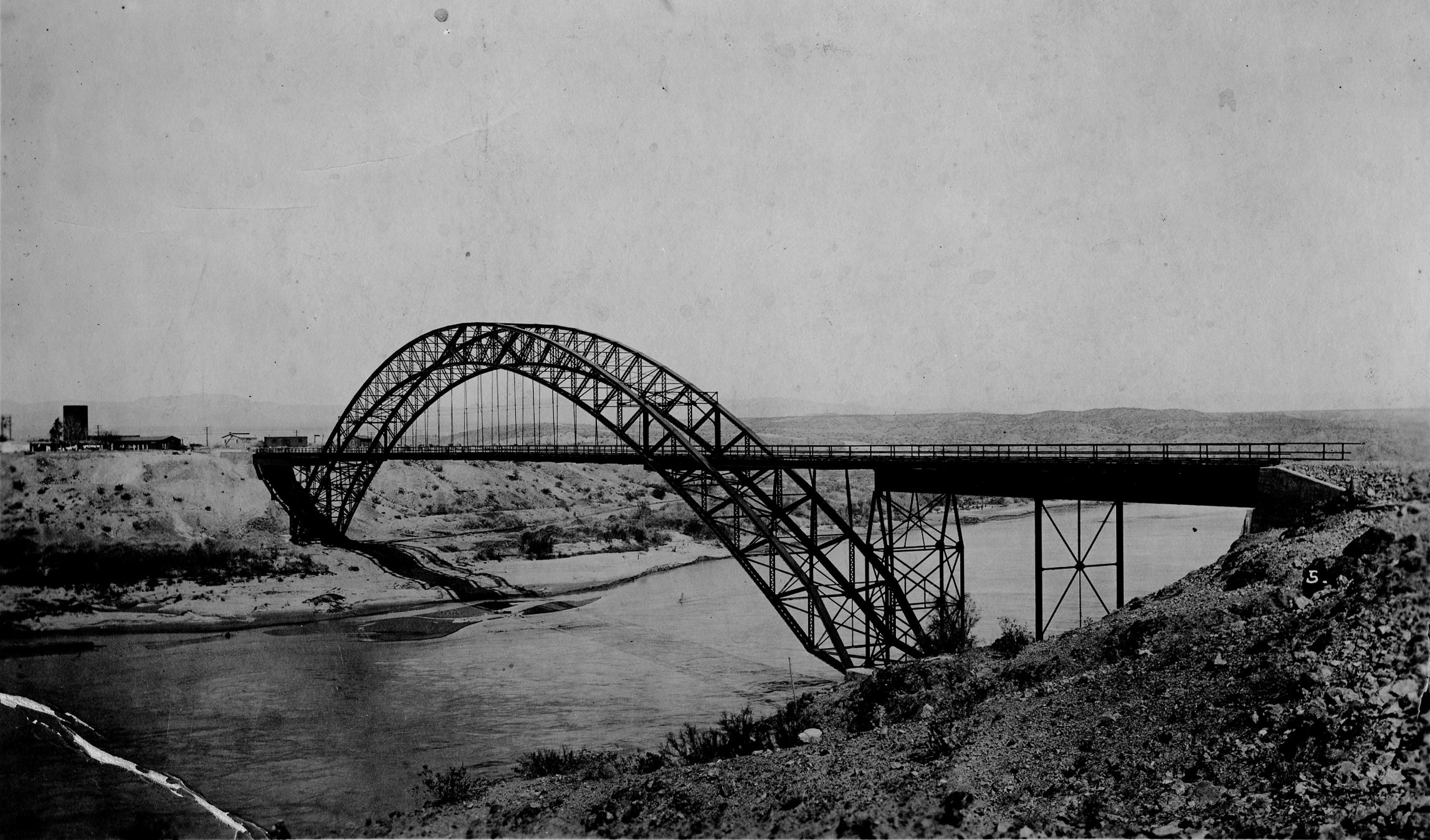
Old Trails Bridge
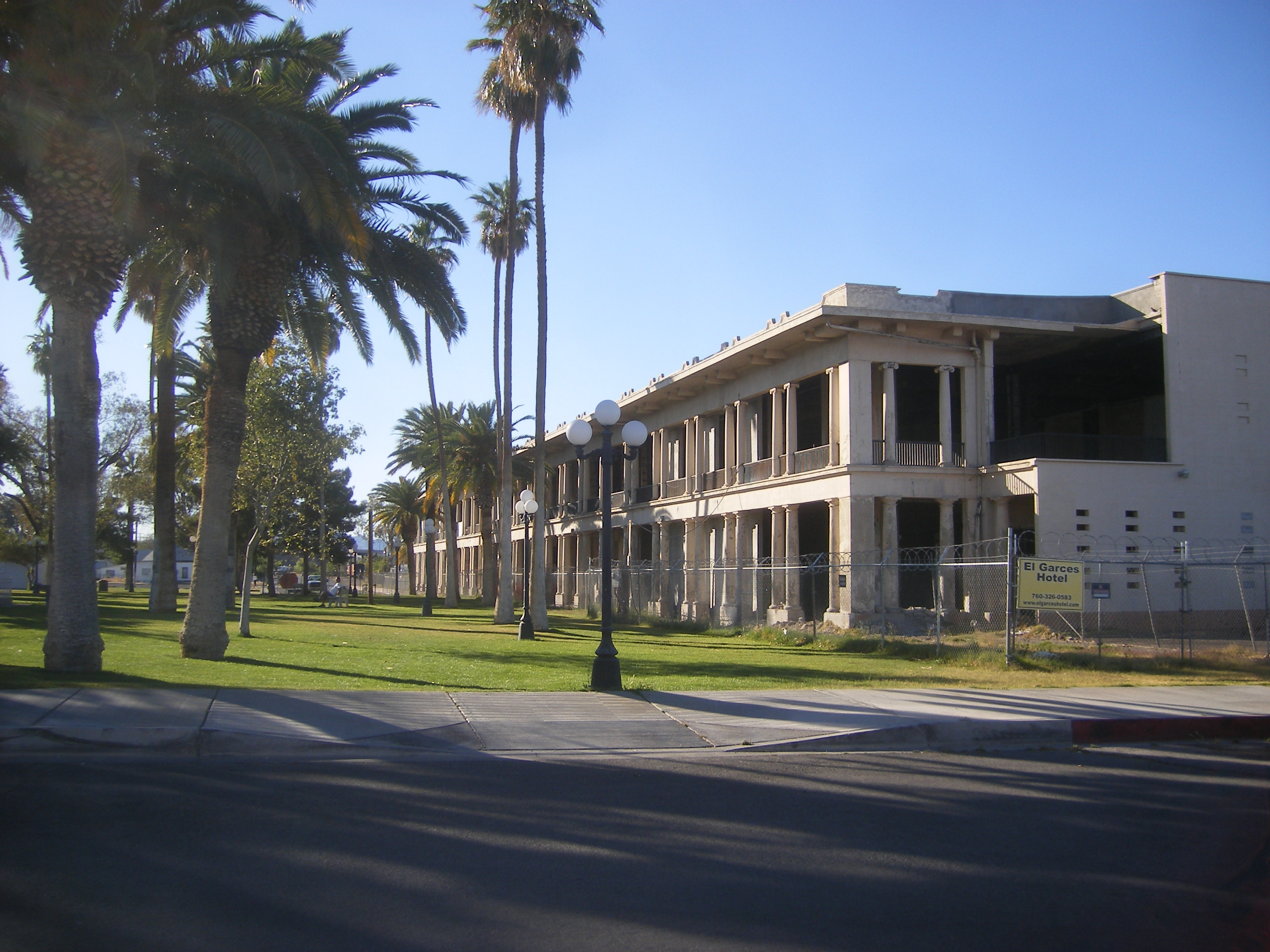
El Garces Hotel